# Lamyat
Lamyat is een civil parish in het bestuurlijke gebied Mendip, in het Engelse graafschap Somerset met 183 inwoners.